# 朱氏华鲮
朱氏华鲮（学名：Sinilabeo zhui）为輻鰭魚綱鯉形目鲤科的其中一種。在中国，分布于珠江上游的南盘江水系等。该物种的模式产地在云南宜良。體長可達35公分。

## 扩展阅读
維基物種上的相關：朱氏华鲮